# 功子内親王
功子内親王（こうし（ことこ/いさこ）ないしんのう、安元2年3月30日（1176年5月10日） - 薨年不詳）は、平安時代後期の皇族。高倉天皇第1皇女。母は帥局（藤原公重の女）。高倉天皇朝の伊勢斎宮。

## 略歴
彼女の母は右近衛少将藤原公重の娘で、帥局と号した。高倉天皇が幼少の際、その「御乳人」を務め、乳母の妊娠について三条公房と顕広王はそれぞれの日記で「是神令然欤」「頗以所奇欤」と評している。
治承1年（1177年）10月28日、彼女は内親王となり、同日に伊勢斎宮に卜定された。同年11月9日、朝廷は伊勢太神宮へ奉幣使を派遣し、斎宮卜定の由を奉告した。
治承2年（1178年）1月1日、歯固の儀があったが、戴餅の儀は行われなかった。同年一本御書所へ初斎院入り。同年9月13日、東河で禊を行った後、野宮に入った。
治承3年1月11日、母の死去により群行せず野宮を退出した。
前年（1178年）に外祖父公重が逝去した際、彼女は軽服を着用したものの野宮退出はせず、中山忠親はこの一連の事態を「神慮尤可恐事也」と評している。
治承5年（1181年）1月17日、摂津国から京都へ帰還した後、消息は不明である。